# Jane Eyre (2006)
Jane Eyre ist ein vierteiliger Fernsehfilm der BBC nach dem gleichnamigen Roman von Charlotte Brontë. Hauptdarsteller der Literaturverfilmung waren die bis dahin unbekannte Ruth Wilson als Jane Eyre sowie Toby Stephens als Edward Rochester. Die Erstausstrahlung erfolgte ab dem 15. Oktober 2006 auf BBC1.

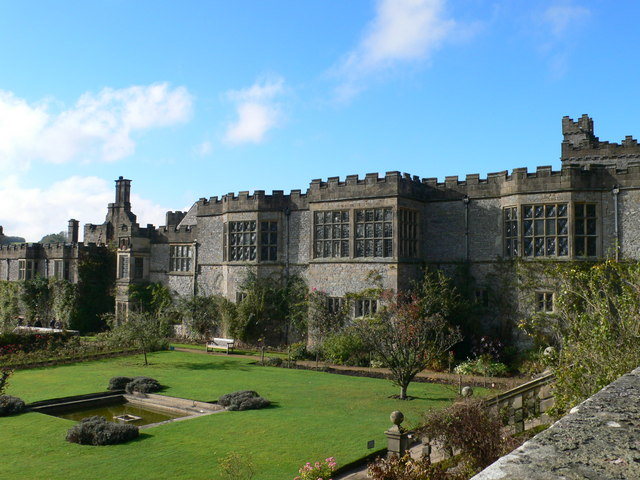
Haddon Hall, Thornfield Hall im Film

## Überblick über die Handlung
Das in der Obhut ihrer wohlhabenden, aber bösartigen und hartherzigen Tante Mrs. Reed lebende, mittellose Waisenkind Jane Eyre wird im Alter von zehn Jahren auf eine Internatsschule gegeben. Das Internat, die Lowood School, leitet der strenge und ungerechte Geistliche Mr. Brocklehurst. Die Lebensbedingungen der Schülerinnen sind äußerst hart. Bei einer Typhusepidemie sterben zahlreiche Kinder, unter anderem Janes beste Freundin Helen Burns.
Aufgrund der durch die Epidemie publik werdenden Lebensumstände der Schülerinnen wird Mr. Brocklehurst als Schulleiter abgesetzt und die Verhältnisse bessern sich. Jane ist acht Jahre später ebenfalls Lehrerin an der Lowood School. Auf der Suche nach Veränderung gibt sie eine Stellenanzeige in einer Zeitung auf. Sie erhält ein Angebot als Gouvernante der jungen Französin Adèle Varens auf Thornfield Hall, das sie annimmt.
Auf Thornfield Hall wird Jane von der Hausdame, Mrs. Fairfax, warmherzig empfangen. Sie findet schnell Zugang zu Adèle und hat Freude an der Arbeit mit dem lebhaften Mädchen. 
Bei einem Spaziergang wird Jane beinahe von einem Pferd umgerannt. Der Reiter kann das Pferd zwar noch rechtzeitig stoppen, kommt aber zu Fall. Jane hilft dem Unbekannten, der sich beim Sturz den Knöchel verstauchte, wieder auf das Pferd. Nach ihrer Rückkehr auf Thornfield Hall erfährt sie, dass es sich bei dem Mann um Edward Rochester, den Eigentümer von Thornfield Hall, Vormund von Adèle und ihren Arbeitgeber, handelt. Rochester, beeindruckt von Janes Schlagfertigkeit und Geist, verwickelt sie in zunehmend intimere Gespräche. 
Mysteriöse Vorfälle lassen Jane rätseln, ob im Herrenhaus noch eine weitere Person lebt, die ihr nicht vorgestellt worden ist. Auf Nachfrage erfährt sie von Mrs. Fairfax, dass es sich um Grace Poole, die Näherin des Hauses, handele, die alleine in einem sonst nicht genutzten Turm des Schlosses wohne.
Eines Nachts bemerkt Jane, dass in Mr. Rochesters Schlafzimmer Feuer ausgebrochen ist. Mit ihren beherzten Löschversuchen rettet sie Rochester, dessen Bett bereits in Flammen steht, das Leben. Am nächsten Tag verlässt Rochester überraschend Thornfield Hall. Er kehrt nach einiger Zeit mit einer Gruppe von Damen und Herren, Bewohner der benachbarten Herrensitze, zurück. Zu dieser Gruppe gehört Lady Ingram mit ihrer attraktiven Tochter Blanche Ingram. Obwohl Jane sich an der herablassenden Behandlung durch die Hausgäste stört und dies Rochester unmissverständlich mitteilt, bittet er sie, stets an den abendlichen Zusammenkünften mit den Gästen teilzunehmen. Jane bemerkt, dass sie auf Blanche Ingram eifersüchtig ist, die sie für die zukünftige Frau ihres Arbeitgebers hält.
Alsbald erscheint unangekündigt ein weiterer Gast, ein Mr. Mason aus Jamaika, über dessen Erscheinen Rochester sichtlich bestürzt ist. In der Nacht wird die ganze Gesellschaft durch einen lauten Schrei aus dem Schlaf geweckt, von Rochester aber schnell wieder beruhigt. Rochester bittet Jane, bei dem schwer verletzten Mason zu wachen, bis er einen Arzt geholt hat. Am frühen Morgen schickt Rochester dann den Verletzten in Begleitung des Arztes in einer Kutsche weg. 
Nach diesen Ereignissen erscheint eine Hausangestellte ihrer Tante und teilt ihr mit, dass diese im Sterben läge und Jane zu sehen verlange. Rochester gewährt ihr widerwillig Urlaub. Jane trifft die Tante auf dem Sterbebett an. In einem klaren Moment gesteht Mrs. Reed Jane verschwiegen zu haben, dass Jane noch einen Onkel auf Madeira habe, der mit ihr Kontakt aufnehmen wollte. Nach der Beerdigung kehrt Jane, sehnlichst erwartet von Rochester, wieder nach Thornfield zurück, wo die angeblich bevorstehende Hochzeit Rochesters mit Blanche Ingram Thema ist. Die Gäste reisen wieder ab und Rochester erwähnt beiläufig, dass er für sie eine neue Stellung gefunden habe. Jane wird klar, dass sie Rochester liebt. In einem emotionsgeladenen Gespräch stellt sich heraus, dass die Hochzeitspläne mit Blanche Ingram nur vorgetäuscht sind und Edward in Wirklichkeit Jane liebt. Er macht ihr einen Heiratsantrag und die beiden beschließen, bald zu heiraten.
Zwei Tage vor der Hochzeit wacht Jane aus einem Albtraum auf. Sie sieht eine furchterregende weibliche Gestalt in ihrem Zimmer. Am Morgen entdeckt sie, dass ihr Brautschleier zerschnitten ist. Edward versucht sie zu beruhigen und erklärt den Vorfall damit, dass sie die Frau wohl nur geträumt habe. 
Während der Hochzeit erscheint Mason mit einem Anwalt in der Kirche und erklärt, Rochester sei bereits mit seiner Schwester Bertha Mason verheiratet, die sich auf Thornfield Hall aufhalte. Bertha ist wahnsinnig, wird von Rochester auf Thornfield Hall versteckt gehalten und von Grace Poole, einer ehemaligen Irrenhauswärterin, gepflegt. Obwohl Rochester Jane anfleht, bei ihm zu bleiben und mit ihm in seiner Villa am Mittelmeer zu leben, flieht Jane völlig mittellos von Thornfield Hall.
Erschöpft irrt sie durch ein Moorgebiet, fällt auf einen Felsen und wird bewusstlos. Der junge Geistliche St. John Rivers findet sie und bringt sie in sein Haus. Dort wird Jane von seinen beiden Schwestern Diana und Mary gesund gepflegt. Die Familie Rivers stellt sich als verarmt, aber gebildet heraus. Jane verdrängt ihre Erinnerungen an Rochester und beginnt unter falschem Namen bei den Rivers ein neues Leben. St. John kann ihr ein bescheidenes Auskommen als Lehrerin in einer neugegründeten Dorfschule anbieten. Die Wiederaufnahme der Tätigkeit als Lehrerin macht Jane große Freude. 
Eines Tages berichtet St. John, dass ihm ein Anwalt geschrieben habe, ihr Onkel auf Madeira sei verstorben und habe ihr ein Vermögen von 20.000 Pfund hinterlassen. Auch die Rivers-Geschwister sind über ihre Mutter, eine geborene Eyre, mit Jane verwandt, wurden aber aufgrund eines alten Familienzwistes im Testament nicht berücksichtigt. Jane schenkt in großzügiger Geste den Rivers-Geschwistern ihre Kopfteile.
St. John drängt Jane, ihn zu heiraten. Obwohl er sie nicht liebt, hält er sie für geeignet, ihn als Missionarin nach Indien zu begleiten. Bei einem Spaziergang im Moor, während sie über das Heiratsprojekt nachdenkt, meint Jane einen Hilferuf Rochesters zu hören. Sie kehrt nach Thornfield zurück und findet zu ihrem Erschrecken das Herrenhaus als ausgebrannte Ruine vor. 
Jane erfährt von einem Schäfer, dass Bertha Mason auf dem Schloss ein Feuer gelegt habe. Bertha ist bei dem Brand zu Tode gekommen. Beim Versuch Bertha zu retten, sei Edward Rochester schwer verletzt worden und erblindet. Er habe sich auf ein Gut zurückgezogen und pflege keinerlei Kontakte mehr. Jane findet Edward in einem verzweifelten und depressiven Zustand vor, ihre tiefe Zuneigung zu Rochester, der sie immer noch liebt, und ihr Witz und Schalk geben ihm neuen Lebensmut. Sie heiraten und bekommen zwei Kinder. Auch die beiden Rivers-Töchter können sich, jetzt ausgestattet mit einer ordentlichen Mitgift, verheiraten, und St. John lebt seinen Missionars-Traum in Indien aus.

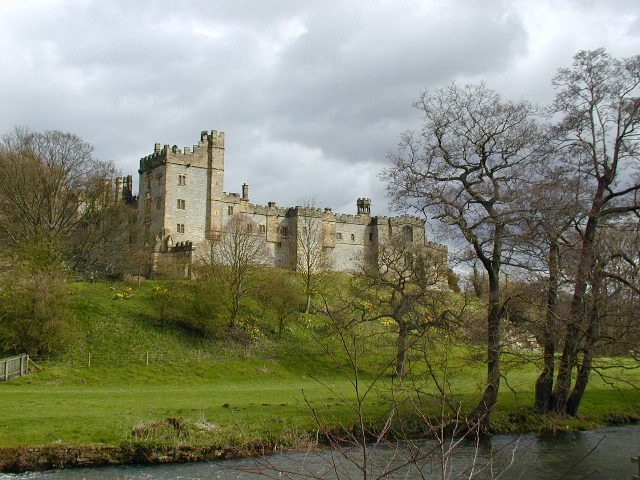
Haddon Hall in Derbyshire, Filmkulisse für Thornton Hall

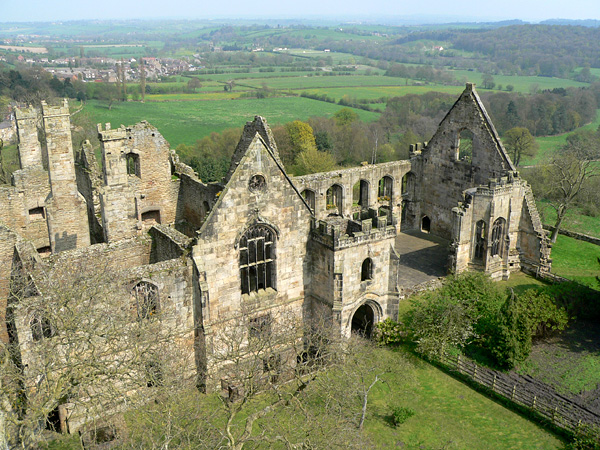
Wingfield Manor in Derbyshire

## Drehorte
Als Drehort für die Kapelle der Lowood School dienten Kellergewölbe von Bolsover Castle, Derbyshire. Stanage Edge und Haddon Hall bei Bakewell, gleichfalls in Derbyshire, Location auch der Verfilmung Jane Eyre durch Franco Zeffirelli sowie von Stolz und Vorurteil nach Jane Austen aus dem Jahre 2005, diente als Drehort für das Herrenhaus Thornfield Hall des Romans. Einzelne auf Thornfield Hall wie auch der Lowood School spielende Szenen wurden auch auf dem ruinösen Herrenhaus Wingfield Manor in South Wingfield gedreht. Drehort für die von Jane Eyre im Auftrag von St. John Rivers betriebene Dorfschule war ein abgelegenes Stallgebäude aus dem 19. Jahrhundert am Snake Pass.

## Rezeption
Der Guardian würdigte die Darstellung der Jane Eyre durch Ruth Wilson als starke, unneurotische und skeptische Frau sowie insbesondere die Ausarbeitung des Charakters des Edward Rochester durch Toby Stephens als verletzlichen Macho.  Nach dem New Statesman überzeugt das Spiel Wilsons, da sie Jane als intelligente und denkende junge Frau herausarbeitet. Stephens mache mit seiner Umsetzung der Rolle klar, dass dieser Rochester, der sich über alle lustig mache, in Wirklichkeit eine Gefährtin suche, mit der er lachen könne.

## Auszeichnungen
- 2008 Golden Globe Award für Ruth Wilson in der Rolle der Jane Eyre als beste Schauspielerin in einer Mini-Serie oder einem TV-Film.

Die Serie wurde außerdem mit drei Prime Time Emmy Awards ausgezeichnet und erhielt 23 weitere Nominierungen.